# Tênis de mesa nos Jogos Olímpicos de Verão de 2008
As competições de tênis de mesa nos Jogos Olímpicos de Verão de 2008 foram disputadas entre 13 e 23 de agosto em Pequim, na China. Os eventos ralizaram-se no Ginásio da Universidade de Pequim.

## Calendário
| Agosto        | 6 | 7 | 8 | 9 | 10 | 11 | 12 | 13 | 14 | 15 | 16 | 17 | 18 | 19 | 20 | 21 | 22 | 23 | 24 |
| ------------- | - | - | - | - | -- | -- | -- | -- | -- | -- | -- | -- | -- | -- | -- | -- | -- | -- | -- |
| Tênis de mesa |   |   |   |   |    |    |    |    |    |    |    | 1  | 1  |    |    |    | 1  | 1  |    |

|  | Dia de competição |  | Dia de final |

## Eventos
Quatro conjuntos de medalhas foram concedidas nos seguintes eventos:
- Individual masculino
- Equipe masculino
- Individual feminino
- Equipe feminino

## Medalhistas
Masculino
| Evento              | Ouro                                 | Prata                                                   | Bronze                                                     |
| ------------------- | ------------------------------------ | ------------------------------------------------------- | ---------------------------------------------------------- |
| Individual detalhes | Ma Lin CHN China                     | Wang Hao CHN China                                      | Wang Liqin CHN China                                       |
| Equipes detalhes    | Wang Hao Ma Lin Wang Liqin CHN China | Dimitrij Ovtcharov Timo Boll Christian Süß GER Alemanha | Oh Sang-eun Ryu Seung-min Yoon Jae-young KOR Coreia do Sul |

Feminino
| Evento              | Ouro                                    | Prata                                           | Bronze                                                   |
| ------------------- | --------------------------------------- | ----------------------------------------------- | -------------------------------------------------------- |
| Individual detalhes | Zhang Yining CHN China                  | Wang Nan CHN China                              | Guo Yue CHN China                                        |
| Equipes detalhes    | Guo Yue Wang Nan Zhang Yining CHN China | Feng Tianwei Li Jiawei Wang Yuegu SIN Singapura | Dang Ye-seo Kim Kyung-ah Park Mi-young KOR Coreia do Sul |

## Quadro de medalhas
| Ordem | País              | Medalha de ouro | Medalha de prata | Medalha de bronze |    | Ordem por total |
| ----- | ----------------- | --------------- | ---------------- | ----------------- | -- | --------------- |
| 1     | CHN China         | 4               | 2                | 2                 | 8  | 1               |
| 2     | GER Alemanha      |                 | 1                |                   | 1  | 3               |
| 2     | SIN Singapura     |                 | 1                |                   | 1  | 3               |
| 4     | KOR Coreia do Sul |                 |                  | 2                 | 2  | 2               |
| TOTAL | TOTAL             | 4               | 4                | 4                 | 12 | —               |